# Silvio Caiozzi
Silvio Caiozzi García (Santiago, 3 de julio de 1944) es un cineasta chileno, premiado en importantes festivales internacionales, además de tener una extensa carrera como director de cine publicitario. Sus películas se caracterizan por un gran preciosismo estético y sus rodajes, por un gran nivel de meticulosidad y perfeccionismo.

## Biografía
Nieto de inmigrantes italianos, sus abuelos paternos instalaron un almacén en la calle Franklin del barrio homónimo de Santiago. Dentro de una familia numerosa —eran ocho hermanos—, el padre de Caiozzi entró a estudiar medicina, pero debió retirarse por contraer tifus. De alma inquieta, apenas se recuperó comenzó a ayudarle a su padre en el almacén; fue ahí cuando observó que los productos que más vendían eran pickles, salsa de ají y condimentos picantes. Intrigado por una fórmula donde los productos en vinagre se mantuvieran sin que se echaran a perder, el padre de Caiozzi estudió libros de química hasta que encontró la fórmula exacta para conservarlos en sus propios tarros, sin necesidad de refrigerarlos. Este hecho no solo hizo crecer el pequeño almacén de sus padres, sino que, más tarde, cuando se casó con la descendiente de españoles Benita García, sacaron adelante la fábrica de conservas Silfra, llegando a tener 60 trabajadores y una próspera historia de negocios ligados a los bienes raíces.
Con un hermano muerto a los 13 años, Caiozzi pasó una infancia solitaria —como él mismo reconoce—, pues sus padres volvían del trabajo cerca de las once de la noche, lo que se tradujo en una personalidad retraída y observadora. Se encantó con el séptimo arte cuando tenía 13 años. Una cámara de 8mm de su padre fue la clave para que su personalidad tímida y retraída fuera exteriorizada a través de una pantalla con la que entretenía a sus amigos del Kent School, recreando historietas de revistas.
Al egresar del Kent School, trabajó en la fábrica de sus padres durante un año sin saber qué hacer realmente; hasta que a los 17 años, viendo los catálogos del Instituto Chileno Norteamericano de Cultura, se fascinó con la carrera de director y productor de cine y televisión. Viajó a Estados Unidos para estudiar en el Columbia College de Chicago, de donde se recibió como Bachelor of Arts in Communications en 1967.
Caiozzi ha presidido la Asociación de Productores de Cine y Televisión (1989, 1990, 1996, 1997 y 2000) y, además, ha sido miembro del Consejo Nacional de Televisión (1992-1994) y jurado en los Festivales de Cine de Huelva (1980), de Trieste (1991) y de La Habana (1994). En 2004 fue incorporado a la Academia Chilena de Bellas Artes, convirtiéndose en el primer cineasta en recibir dicho honor. Es el creador de las productoras Andrea Films —con la que ha trabajado en publicidad, realizado todas sus películas, documentales y la serie de televisión Y... ¿si fuera cierto? exhibida en 1996 por TVN— y Andrea Films Internacional; es parte de las empresas Caiozzi y García Ltda.
Tiene cinco hijos y está casado en terceras nupcias con Guadalupe Bornand.

### Carrera profesional
Tras sus estudios en Estados Unidos, regresó a Chile y se integró a la productora de programas de televisión Protab. Allí, fue ayudante del cineasta Helvio Soto, con quien en 1970 fundaron Telecinema, una productora de largometrajes y publicidad. Posteriormente, el director franco-griego Costa-Gavras viajó a Chile a filmar Estado de sitio (1972), donde Caiozzi trabajó en la segunda unidad de cámara. Desde ese momento no detuvo su trabajo tras las cámaras: fue director de fotografía en cinco producciones: Caliche sangriento (1969) y Voto más fusil (1971) de Helvio Soto, Ya no basta con rezar (1972) de Aldo Francia, Palomita blanca (1973) de Raúl Ruiz  y La victoria (1973) de Peter Lilienthal.
La producción propia la emprendió cuando filmó, junto con Pablo Perelman, A la sombra del Sol (1974). El reconocimiento, tanto del público como de la crítica, llegó cuando estrenó Julio comienza en julio (1979), que ganó el Colón de Oro a la mejor película en el Festival de Cine Iberoamericano de Huelva de 1979, además de ser una de las películas seleccionadas en la Quincena de realizadores de Cannes, en el Festival Internacional de Bangalore de 1980 y en el de Taskent de 1981. En 1999, fue elegida la «mejor película chilena del siglo XX» por votación popular convocada por la Municipalidad de Santiago. El dinero para rodar este filme provino principalmente de su trabajo como realizador de spots publicitarios; además, los actores y técnicos cobraron muy poco. Fue filmada en formato de 16 mm y en blanco y negro, y posteriormente ampliada a 35 mm y procesada en sepia.
Pese a este auspicioso comienzo, no logró seguir consolidando su carrera como director y tuvo que trabajar en televisión y publicidad. Esta última faceta le reportó variados reconocimientos, entre ellos el premio Cannes Lions del Festival Internacional de la Creatividad Cannes Lions de 1986 por el comercial Indio Firestone. Previamente había sido reconocido en 1977 como el mejor director de cine publicitario chileno.
Su permanencia en Chile durante la dictadura de Augusto Pinochet fue decisiva al momento de realizar el documental Fernando ha vuelto (1998), considerado un verdadero registro de lo sucedido con los detenidos desaparecidos. La obra recibió el primer lugar en el Festival Internacional de Cine de Valdivia, el premio Coral al mejor documental en el de La Habana en 1998 y el premio OCIC de 1999.
Con ...Y de pronto el amanecer (2017), protagonizada por Julio Jung y rodada en la isla de Chiloé, ganó el Grand Prix des Amériques, el máximo galardón que entrega el Festival des Films du Monde de Montreal, y el premio a la mejor película en la 13.ª edición del Festival de Cine Latinoamericano de São Paulo.

#### Colaboración con José Donoso

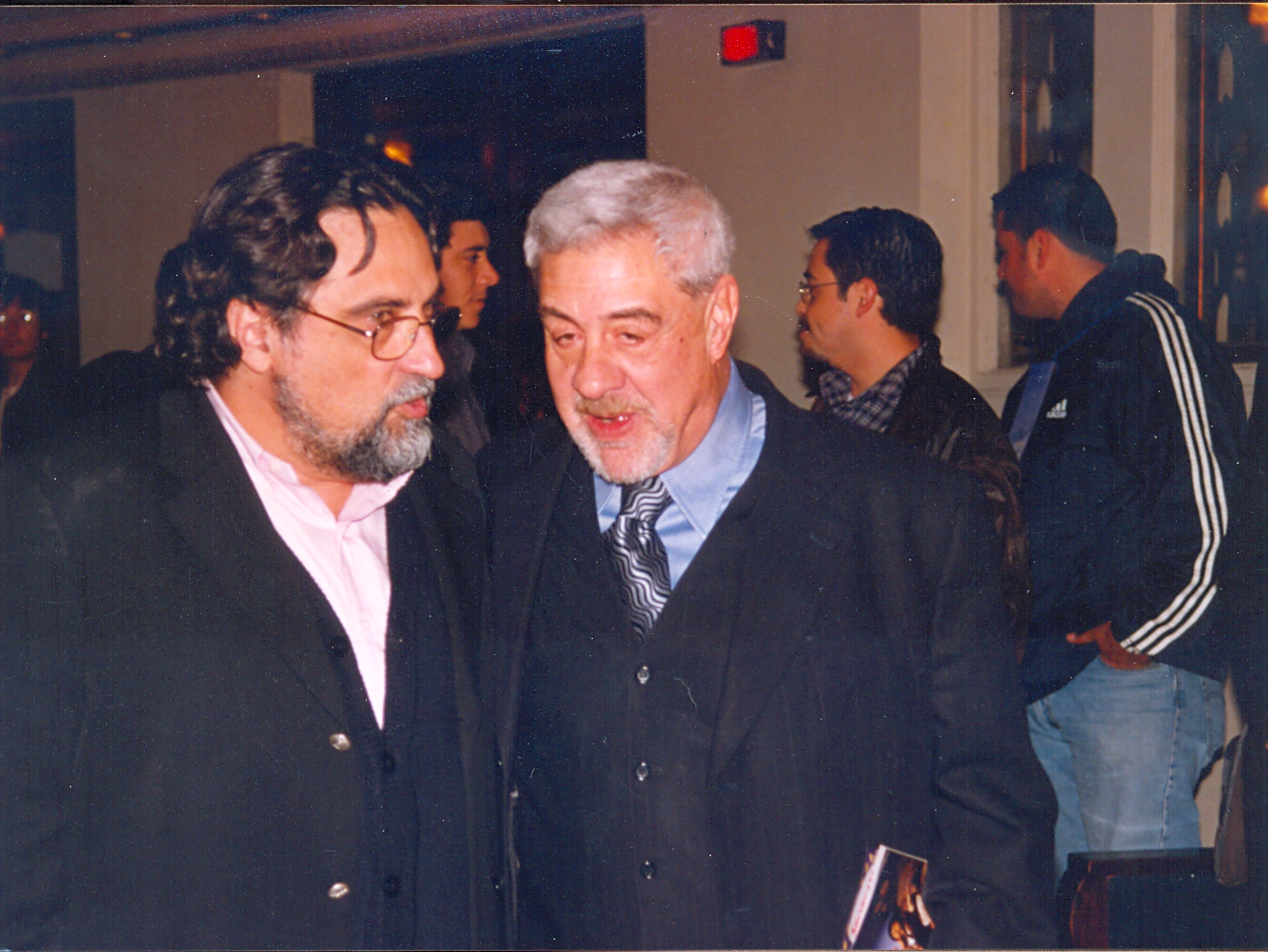
Caiozzi con Julio Jung en 2000

En medio de la creación del comercial Indio Firestone, el grupo de teatro Ictus le solicitó que dirigiera un video sobre un breve relato de José Donoso, Historia de un roble solo, considerado el primer video con un sentido cinematográfico hecho en Chile.[cita requerida] Este trabajo, aunque pequeño, fue significativo pues puso en contacto a Caiozzi con Donoso, quien apenas vio el video terminado le propuso hacer algo juntos en el futuro.
El compromiso lo cumplieron a mediados de la década de 1980, cuando coescribieron el guion de La luna en el espejo (1990). Estrenada ese mismo año, la película cosechó críticas positivas y el reconocimiento mundial, ganando un gran número de galardones en distintos festivales: a la mejor película en el de Trieste, a la mejor dirección en el de Cartagena, Colombia; premio especial del jurado en el de Valladolid, entre otros, siendo el más destacado el del Festival de Venecia, donde la actriz Gloria Münchmeyer fue ganadora de la Copa Volpi como mejor actriz.
Tras un par de películas fracasadas por falta de financiamiento, estrenó Coronación (2000), basada en la novela homónima de Donoso. Este filme fue reconocido con diversos premios, entre los que se cuentan el ser la película ganadora del IX Festival del Nuevo Cine Latinoamericano de Providence; mejor película, mejor actor (Julio Jung) y mejor guion en el XXVI Festival de Cine Iberoamericano de Huelva en 2001; mejor película, mejor dirección y mejor música en el XV Festival de Cine Latinoamericano de Trieste en 2001; mejor dirección, mejor actriz (María Cánepa), mejor actor de reparto (Jaime Vadell) en la entrega de los premios Altazor 2001; mejor película, mejor dirección, mejor actor protagónico, mejor actriz protagónica, mejor actor de reparto y mejor actriz de reparto (Gabriela Medina) en los premios Apes 2000, y muchos más.
Rodó otra cinta de tema donosiano, Cachimba (2004), inspirado en el relato «Naturaleza muerta con cachimba». Caiozzi ha señalado que «el mundo de Donoso es un mundo de decadencia, de fin de raza, fin de clase, pero con un cierto grado de ironía al mismo tiempo. Visualmente, tiene una leve deformación de la realidad que es muy interesante y se le puede sacar mucho partido a nivel cinematográfico».

## Filmografía
Caiozzi ha realizado largometrajes —tres de ellos presentados por Chile para el premio Óscar a la mejor película internacional—, documentales, programas de televisión y comerciales:

### Cine

#### Largometrajes
- A la sombra del Sol (1974, codirección con Pablo Perelman)
- Julio comienza en julio (1979)
- Historia de un roble solo (1982)
- La luna en el espejo (1990)
- Coronación (2000)
- Cachimba (2004)
- ...Y de pronto el amanecer (2017)

#### Documentales
- Expo Sevilla (1991)
- Fernando ha vuelto (1998)
- Chile, un encuentro cercano (2001)
- Descorchando Chile (2010)

### Otras producciones

#### Series de televisión
- ¿Y... si fuera cierto? (1996, dirección general)

#### Comerciales
- Indio Firestone (1986)